# Irish Transvaal Brigade
Irish Transvaal Brigade, znana też jako MacBride's Brigade – irlandzka organizacja paramilitarna działająca od września 1899 do września 1900, podczas trwania II wojny burskiej, walcząc przeciwko Brytyjczykom.
Oddział od września 1899 do września 1900 roku wziął udział w blisko 20 starciach, między innymi w oblężeniu Ladysmith i bitwie pod Colenso. Jego liczebność nie przekraczała 500 ludzi. Większość jego członków była żyjącymi w Transwalu Irlandczykami lub Amerykanami pochodzenia irlandzkiego. Duża część z nich pracowała w kopalniach złota; doświadczenie tam zdobyte wykorzystywali wysadzając mosty. Dowódcą był płk John Y.F. Blake, przyjaciel Artura Griffitha i weteran amerykańskiej wojny domowej. Gdy został ranny, przekazał oddział swojemu zastępcy, mjr. Johnowi MacBride'owi (jeden z późniejszych przywódców powstania wielkanocnego). Wywołało to konflikt wśród żołnierzy i część z nich odeszło, tworząc drugą brygadę irlandzką). Straty jednostki wyniosły 18 ludzi zabitych i 70 rannych. Po rozwiązaniu formacji większość jej członków przedostała się do Mozambiku, będącego kolonią neutralnej Portugalii.